# Don Shirley
Pour les articles homonymes, voir Shirley.
Don Shirley est un pianiste et compositeur américain d'origine jamaïcaine, né le 29 janvier 1927 à Pensacola en Floride, et mort le 6 avril 2013 à Manhattan. 

## Biographie

### Famille
Donald Walbridge Shirley est né en Floride, de Stella Gertrude (née Young ; 1903-1936) et Edwin S. Shirley (1885-1982), immigrants de Jamaïque aux États-Unis. Kingston, en Jamaïque, est parfois mentionné comme son lieu de naissance, à cause des promoteurs qui l'ont faussement présenté natif de Jamaïque. Son père est prêtre épiscopalien. Sa mère, enseignante, meurt quand Donald a neuf ans. Celui-ci a trois frères et une sœur : le Dr Calvin Shirley (1921-2012), le Dr Edwin Shirley, Jr. (1922-2006), Stella Lucille Shirley (1924-1926) et Maurice Shirley (né en 1936). Il a aussi une demi-sœur nommée Edwina Nalchawee (née vers 1955).

### Formation
Donald Shirley commence à apprendre le piano à l'âge de deux ans. À neuf ans, il est invité à étudier la théorie avec Mittolovski au conservatoire de Leningrad. Il étudie également avec Conrad Bernier et Thaddeus Jones à l'université catholique d'Amérique à Washington.
Shirley obtient un doctorat en musique, en psychologie et en arts liturgiques après avoir abandonné temporairement le piano. Il parle couramment huit langues et il est un peintre de talent[réf. nécessaire].

### Carrière
En 1945, à l'âge de 18 ans, il se produit avec les Boston Pops, sous la direction invitée de Dean Dixon, dans le concerto en si bémol mineur de Tchaïkovski.
Un an plus tard, Shirley interprète l'une de ses compositions avec l'orchestre philharmonique de Londres, invité par le gouvernement haïtien en 1949 à jouer à l'Exposition internationale du bicentenaire de Port-au-Prince, puis à la demande du président Estimé et de Mgr Le Goise pour une nouvelle représentation la semaine suivante.
Découragé par le manque d'opportunités pour les musiciens noirs classiques, le jeune Shirley abandonne la carrière de pianiste pour un temps. Il étudie la psychologie et commence à travailler à Chicago comme psychologue. Il retourne ensuite à la musique. Il reçoit une bourse pour étudier la relation entre la musique et la délinquance juvénile qui prend de l'ampleur dans l'après-guerre, au début des années 1950. Jouant dans un petit club, il expérimente différents styles pour déterminer comment le public réagit. L'auditoire n'était pas au courant de ses expériences et ignorait que des élèves les scrutaient pour évaluer leurs réactions.
Dans les années 1950 et 1960, Shirley enregistre de nombreux albums pour Cadence Records (en), expérimentant le jazz avec une influence classique. Son single Water Boy atteint la 40e place du classement Billboard Hot 100 et reste dans ce classement pendant 14 semaines. Il se produit à New York à Basin Street East (en), où Duke Ellington l’entend, et de là commence leur amitié.
Avec l'appui d'Arthur Fiedler, Shirley se produit de nouveau avec le Boston Pops à Chicago en juin 1954. En 1955, il joue avec l'Orchestre symphonique de la NBC lors de la première du concerto pour piano d'Ellington au Carnegie Hall. Il apparaît également dans le show télévisé Arthur Godfrey et ses amis.
À l'automne 1968, Shirley interprète le concerto de Tchaïkovski avec l'orchestre symphonique de Détroit. Il travaille également avec l'orchestre symphonique de Chicago, le National Symphony Orchestra, et écrit des symphonies pour le New York Philharmonic et le Philadelphia Orchestra. Il joue comme soliste avec l'orchestre de l'opéra de La Scala de Milan dans un programme consacré à la musique de George Gershwin. Seuls deux autres pianistes, Arthur Rubinstein et Sviatoslav Richter, s'y sont produits comme solistes.
Shirley a écrit des symphonies pour orgue, des concertos pour piano, un concerto pour violoncelle, trois quatuors à cordes, un opéra en un acte, des œuvres pour orgue, piano et violon, un poème symphonique d'après le roman Finnegans Wake de James Joyce, et un ensemble de variations sur la légende de Orphée aux Enfers.

## Au cinéma
Le film Green Book : Sur les routes du sud (2018), où Mahershala Ali interprète Don Shirley, met en scène une tournée effectuée en 1962 et pour laquelle il engage comme chauffeur et garde du corps Tony Lip, un Italo-Américain raciste, videur dans une boîte de nuit de New York. Pendant deux mois, le pianiste donne des concerts dans le Sud des États-Unis, alors en pleine période de ségrégation raciale, essayant de faire évoluer les mentalités grâce à son talent. Dans le film, malgré les tensions initiales entre les deux hommes que tout oppose, ils deviennent peu à peu amis.  
Cependant, le frère de Don Shirley a appelé au boycott du film, soulignant que celui-ci, écrit par le fils de Tony Lip, Nick Vallelonga, représente le point de vue des Blancs et présente des différences significatives avec l'histoire réelle.